# 皮诺尔 (加利福尼亚州)
皮诺尔（英語：Pinole），是美国加利福尼亚州康特拉科斯塔县下属的一个城市。于1903年6月25日建市。城市面积约为13.8平方公里，根据2010年美国人口普查，该市有人口18,390人。

## 教育
西康特拉科斯塔聯合學區有学校。